# 黃成智
黃成智（英語：Nelson Wong Sing-chi，1957年10月11日—），香港成長的中間派政治人物，註冊社工，前香港立法會議員、前民主黨成員及前新思維成員，現任香港房屋委員會委員。2015年因多次公開呼籲民主黨有條件地支持政改方案，遭民主黨開除黨籍。2012年後多次败選，參與2016年香港立法會選舉（社會福利界）時以全港功能界別最低得票率（4.94%）落選；參与2018年香港立法會補選，選舉主旨為「選擇理性的勇氣」，最後亦低票落選，更因1.5%的低得票率而被沒收選舉按金。參與2019年香港區議會選舉時得僅117票（2.27%），成為當區得票最低的候選人，再次被沒收選舉按金。

## 背景
黃成智早年就讀合一堂學校（1973年）。後入讀鄧鏡波學校（1978年中五），與已故藝人鄺佐輝為同班同學。黃中學畢業後報讀香港理工學院社會工作學士學位。身為基督徒的他為宗教服務，分別為中華基督教會馮梁結紀念中學、中華基督教會扶輪中學、中華基督教會譚李麗芬紀念中學管理委員會委員，也曾任中華基督教會執行委員會委員（2002年－2012年），亦曾出任中華基督教會香港區會社會服務部部長，以及「創世電視」節目《愛地球觀察站》的四位主持之一，又擔任香港房屋委員會委員（2011年起）。由1991年起，黃成智擔任北區區議會議員，從此踏上從政之路。他歷任北區區議會議員（1991年－1994年、1999年－2003年、2007年－2011年）、區域市政局議員（1995年－1999年）和香港立法會議員（2000年－2004年、2008年－2012年）。
在2003年香港區議會選舉舉行期間，黃將原選區天平東選區讓予新人余智成角逐，自己則空降彩園選區挑戰現任區議員蘇西智，可惜最後以100票落敗。及後在2004年香港立法會選舉中，由於泛民主派為了支持四十五條關注組的湯家驊參選立法會，使用鑽石名單策略，將黃成智放到名單第四位，最後以致其落選，成為「雙失議員」。三年後，即2007年，黃成智參選2007年香港區議會選舉；他在北區石湖墟選區贏得區議會議席，重返區議會。翌年於2008年香港立法會選舉中，民主黨分拆黃成智與鄭家富兩張名單參與新界東地區直選，最終得票排名第三，令黃成智成功重返立法會。但是他在2011年香港區議會選舉中以北區彩園選區候選人時敗選，投票結果相差1100票。
因民主黨於2012年香港立法會選舉新界東地區直選時派出三隊參選配票失衡，黃成智最後獲得21118票排第十三名，再度競選連任失敗及再次成為「雙失議員」。黃成智在第四屆立法會會期其間，參與了房屋事務委員會、民政事務委員會、教育事務委員會、政制事務委員會、福利事務委員會、交通事務委員會及規劃土地及工程事務委會的立法會事務。他此後參與的政治選舉均沒有勝出，包括在2015年香港區議會選舉中北區粉嶺南選區以「新思維」參選，得票只有992票。2016年香港立法會新界東地方選區補選途中為宣傳中間路線理念，以超人裝扮宣傳，得票為17295票。同年2016年香港立法會選舉舉行。黃成智退出「新思維」，以獨立身份參選社會福利界功能界別，亦敗選而回，並成為功能界別得票率最低的落選者。其後，他乘2018年香港立法會補選再次出選，以「選擇理性的勇氣」為其選舉主旨，最後以6182票低票落選，同時因為得票僅得1.5個百分比而被沒收選舉按金。
2019年，黃成智東山再起，在2019年香港區議會選舉中，再度出選北區彩園選區，最後僅得177票，大比數落後於同區參選的林子琼（4295票）及蘇西智（3305票），成為當區最低得票者。而且其得票率只有2個百分比，低於可以取回選舉按金門檻所需要的5個百分比的得票率，令其三千元選舉按金被有關當局沒收 。

## 選舉紀錄
| 選舉                 | 選區       | 所屬政黨 | 得票數  | 得票率 | 結果 | 備註        |
| -------------------- | ---------- | -------- | ------- | ------ | ---- | ----------- |
| 1991年區議會選舉     | 北區彩園   | 匯點     | 1,539   | 19.00% | 當選 |             |
| 1994年區議會選舉     | 北區彩園   | 匯點     | 1,286   | 47.72% | 落選 |             |
| 1995年區域市政局選舉 | 上水       | 民主黨   | 4,940   | 43.55% | 當選 |             |
| 1995年立法局選舉     | 新界北     | 民主黨   | 16,978  | 49.93% | 落選 |             |
| 1998年立法會選舉     | 新界東     | 民主黨   | 84,629  | 25.61% | 落選 | 排名單第2位 |
| 1999年區議會選舉     | 北區天平東 | 民主黨   | 1,281   | 62.31% | 當選 |             |
| 2000年立法會選舉     | 新界東     | 民主黨   | 25,971  | 8.44%  | 當選 |             |
| 2003年區議會選舉     | 北區彩園   | 民主黨   | 1,886   | 48.71% | 落選 |             |
| 2004年立法會選舉     | 新界東     | 民主黨   | 168,833 | 39.17% | 落選 | 排名單第4位 |
| 2007年區議會選舉     | 北區石湖墟 | 民主黨   | 1,534   | 47.13% | 當選 |             |
| 2008年立法會選舉     | 新界東     | 民主黨   | 44,174  | 12.24% | 當選 |             |
| 2011年區議會選舉     | 北區彩園   | 民主黨   | 1,673   | 34.89% | 落選 |             |
| 2012年立法會選舉     | 新界東     | 民主黨   | 21,118  | 4.54%  | 落選 |             |
| 2015年區議會選舉     | 北區粉嶺南 | 新思維   | 992     | 35.23% | 落選 |             |
| 2016年立法會補選     | 新界東     | 新思維   | 17,295  | 4.00%  | 落選 |             |
| 2016年立法會選舉     | 社會福利界 | 獨立     | 557     | 4.94%  | 落選 |             |
| 2018年3月立法會補選  | 新界東     | 獨立     | 6,182   | 1.50%  | 落選 |             |
| 2019年區議會選舉     | 北區彩園   | 獨立     | 177     | 2.27%  | 落選 |             |
| 2021年立法會選舉     | 新界東北   | 獨立     | 5,789   | 4.29%  | 落選 |             |

## 立法會工作

### 2008至2009年度
通過高齡津貼和全民退休保障制度修正案
2008年11月5日，立法會通過由李華明議員就「高齡津貼和全民退休保障制度」動議，經張宇人議員、黃成智議員及譚耀宗議員修正的議案。
立法會促請政府考慮在現時高齡津貼及綜援制度以外，推行「長者生活補助計劃」，凡年滿60歲並通過簡單資產申報的長者，可獲政府每月發放生活補助金；進一步放寬高齡津貼申領人的離港寬限；以及增加長者醫療券至1,000元，並將享用年齡降至65歲。
通過紓緩貧富懸殊、協助基層市民面對經濟逆境修正案
2008年12月3日，立法會通過由馮檢基議員就「紓緩貧富懸殊、協助基層市民面對經濟逆境」動議，經黃成智議員及梁美芬議員修正的議案。 議案將「交通費支援計劃 」擴展至全港18區，讓低收入及求職人士受惠，鼓勵綜援人士透過就業增加收入、協助低收入或失業但有工作能力的綜援人士就業及提升技能，以幫助他們脫離綜援網。
通過減輕交通費用負擔修正案
2008年12月17日，立法會通過由張學明議員就「減輕交通費用負擔」動議，經王國興議員、黃成智議員及鄭家富議員修正的議案。 議案促請政府採取進一步
有效措施減輕市民的交通費用負擔，包括向港鐵、巴士、專線小巴及渡輪公司提供津貼，促使有關公司逢周六、周日及公眾假期提供乘客半價優惠，從而令市民在這些日子有更多與家人朋友相聚的機會。
通過協助青年人應付金融海嘯修正案
2009年2月18日，立法會通過由陳淑莊議員就「協助青年人應付金融海嘯」動議，經李慧琼議員、黃成智議員及李卓人議員修正的議案。議案促請政府關注青年人在經濟困境中的各種需要，並提供適當支援，協助他們紓緩壓力、建立事業、貢獻社會，具體措施
通過全面改善綜合家庭服務中心成效修正案
2009年3月4日，立法會通過由黃成智議員就「全面改善綜合家庭服務中心成效」動議，經張國柱議員修正的議案。
議案促請政府全面改善綜合家庭服務中心紓民之困，維繫整體社會氣氛和諧。
通過關注青少年吸毒問題修正案
2009年4月29日，立法會通過由李國麟議員就「關注青少年吸毒問題」動議，經黃成智議員及陳健波議員修正的議案。
議案促請政府加快制定一套完善的禁毒政策，包括增加資源，提供配套措施，以配合自願性校園驗毒計劃，協助吸毒學生，切斷毒禍在校園蔓延，並向父母及家庭提供支援措施，以及增加對社工特別是駐校及外展社工的資源，以解決日趨嚴重的青少年吸毒問題，重建健康校園風氣。
《2009年村代表選舉法例(雜項修訂)條例草案》
黃成智有需要在條例草案通過前就擬納入附表的現有鄉村的範圍劃分諮詢村民，並要求政府當局提供地圖，示明元朗舊墟及犂壁山的建議範圍。
《2009年職業性失聰(補償)(修訂)條例草案》
黃成智因《2009年職業性失聰(補償)(修訂)條例草案》與政府當局舉行會議。

### 2009至2010年度
通過為家屬照顧者提供支援修正案
2009年11月18日，立法會通過由黃成智議員就「為家屬照顧者提供支援」動議，經張國柱議員、黃毓民議員及陳克勤議員修正的議案。
議案促請政府採取以下措施，向家屬照顧者提供支援，並重新檢視現行的社會服務加以配合。
通過加強就業支援、創造就業機會修正案
2009年11月25日，立法會通過由黃國健議員就「加強就業支援、創造就業機會」動議，經黃成智議員、張宇人議員、梁耀忠議員、何秀蘭議員、李卓人議員及余若薇議員修正的議案。 
議案促請政府應投放更多資源以擴展各項就業服務、持續進修和培訓，並創造就業職位，以協助基層市民就業，從而紓緩貧富懸殊。
通過扶貧助弱譜關愛修正案
2010年2月3日，立法會通過由譚耀宗議員就「扶貧助弱譜關愛」動議，經王國興議員、黃成智議員及李永達議員修正的議案。
最低工資條例草案
黃成智建議在條例草案中訂明委員會男女委員的最小比例。
通過長者住屋政策修正案
2010年6月30日，立法會通過由劉江華議員就「長者住屋政策」動議，經黃成智議員及潘佩璆議員修正的議案。
議案促請政府制訂一套針對性、全面及長遠規劃的長者住屋政策，以應對人口高齡化挑戰。
《殘疾人士院舍條例草案》
黃成智獲選為《殘疾人士院舍條例草案》委員會主席，並通過該視察殘疾人士院舍。
通過積極發展社會企業修正案
2010年7月14日，立法會通過由馮檢基議員就「積極發展社會企業」動議，經黃成智議員及潘佩璆議員修正的議案。 促請政府積極發展社會企業，檢討現有各項支援措施，並展開深入的公眾和業界諮詢，同時參考外國的相關經驗，以規劃未來社企的發展藍圖及制訂全方位的支援措施和提供政策誘因，在法規、融資、管理營運、培訓人才、公眾教育和推廣、開拓市場機會及採購社企服務和產品等各方面提供適切的配合和支援，為社企提供寬闊和持續的發展空間；就發展社企。

### 2010至2011年度
通過鼓勵就業交通津貼計劃修正案
2010年11月10日，立法會通過由潘佩璆議員就「鼓勵就業交通津貼計劃」動議，經黃成智議員及葉國謙議員修正的議案。
議案促請請政府在制訂 ‘鼓勵就業交通津貼計劃 ’的具體細節及資格時，能採取以下準則，讓更多基層勞工得到幫助。
通過促請政府採取措施緩和通貨膨脹及減輕市民生活壓力修正案
2011年1月5日，立法會通過由黃成智議員就「促請政府採取措施緩和通貨膨脹及減輕市民生活壓力」動議，經陳鑑林議員修正的議案。
議案促請政府採取措施，以緩和通脹及減輕市民生活壓力
通過訂立安老服務5年規劃修正案
2011年6月8日，立法會通過由譚耀宗議員就「訂立安老服務5年規劃」動議，經黃成智議員及潘佩璆議員修正的議案。
議案促請政府全速計劃，及早制訂更全面的安老政策，並且訂立安老服務5年規劃，以每5年為期，訂立具體的安老服務發展目標及承諾，以期改善服務供求失衡、輪候服務人數眾多、服務輪候時間漫長的嚴重問題，並加強照顧長者的生活需要，努力改善民生。
《2011年未成年人監護(修訂)條例草案》
黃成智討論因應父母或現有監護人的婚姻狀況、關係、居留地、存歿及可接近程度等各方面不同情況委任監護人的安排；監護與管養的分別；監護人的法律責任；及監護人卸棄委任，並擬備用以委任監護人的文件的範本。
《2011年道路交通(修訂)條例草案》
黃成智討論職業司機對於警方錯誤起訴危險駕駛引致他人死亡罪行的關注，以及法庭在裁定交通意外是歸咎於司機還是其他因素所致的角色，能否釋除司機對於警方在致命交通意外中總會起訴涉事司機危險駕駛引致他人死亡罪行的疑慮。

### 2011至2012年度
通過減輕中產人士經濟負擔修正案
2011年11月2日，立法會會議通過劉江華議員就“減輕中產人士經濟負擔” 動議的議案 經王國興議員、陳茂波議員、何俊仁議員、李永達議員、黃成智議員 甘乃威議員及梁家騮議員修正的議案。議案促請政府採取措施，以緩和通脹及減輕市民生活壓力。
通過協助市民應對經濟波動修正案
2011年11月9日，立法會會議通過黃宜弘議員就“協助市民應對經濟波動”動議的議案經黃成智議員及陳淑莊議員修正的議案。議案促請政府當局在新一
年度的財政預算案中提出有效措施，以減輕市民的經濟負擔。
通過全面檢討傷殘津貼制度修正案
2011年11月9日，立法會會議通過王國興議員就“全面檢討傷殘津貼制度”動議的議案經黃成智議員、譚耀宗議員及湯家驊議員修正的議案。議案促請政府當局全面檢討傷殘津貼制度，以配合今日社會的需要。
通過全面檢討及完善鼓勵就業交通津貼計劃'修正案
2011年11月30日，立法會會議通過黃成智議員就“全面檢討及完善‘鼓勵就業交通津貼計劃’”動議的議案經葉偉明議員、葉國謙議員及劉健儀議員修正的議案。議案促請政府放寬交通津貼計劃的申請資格，對申請單位實行‘雙軌制’，放寬入息及家庭資產審查額度，包括列明保險計劃的現金價值、遣散費及長期服務金等金額不列入資產計算中，並考慮按申請人的家庭支出模式來計算其資產及入息總額，藉此達到補貼低收入基層僱員及鼓勵就業的目的。
通過加強對認知障礙症患者及其照顧者的支援值修正案
2012年2月22日，立法會會議通過潘佩璆議員就“加強對認知障礙症患者及其照顧者的支援”動議的議案經黃成智議員、李國麟議員及梁家傑議員修正的議案。議案統籌醫、社的配合和合作，並訂定一套跨部門、長遠而全 面的政策，以應付認知障礙症問題；為認知障礙症患者提供及時的診斷、評估、治療及跟進服務，並設立及資助專為認知障礙症患者提供服務的日間護 理、評估及支援中心，令有需要的患者得到適切的照顧。
通過完善本港住屋政策修正案
2012年4月18日，立法會會議通過黃國健議員就“完善本港住屋政策”動議的議案經黃成智議員、劉健儀議員及何鍾泰議員修正的議案。議案促請政府確保樓市健康平穩發展，並制訂長遠房屋政策，回應各個階層的住屋需求，完善本港的住屋階梯及流動。

## 部分言論及爭議
旺角街頭遇襲
2012年1月18日，黃成智報稱自己在旺角遇襲，被一名男子踢傷右小腿，傷口長約5公分，紅腫脫皮。黃成智不排除，遇襲可能與中常委馮煒光及人民力量黃毓民的衝突而激發。人民力量隨即發表聲明，指黃成智就他受襲一事之言論，令人聯想到與人民力量有關，該會保留追究權利。
涉嫌住所違規僭建
2011年有報章揭發黃成智競選時填報的住址涉嫌違規擴建，其父黃昌達在1968年以一萬元購入亞皆老街翠華大廈12樓天台屋，消息人士說，大廈原本的建築圖則，天台確有一間面積約四百呎細屋，但黃家購入前，天台屋已經存在。黃成智亦非業主。有關天台屋，已經清拆並附合相關要求。
被指批評同性戀
與其他泛民主派議員不同，黃成智在社會議題上比較持保守的傾向，與其他建制派人士如梁美芬等保守派取態相同，都是堅定反對性傾向歧視條例和同性婚姻。
2009年3月，黃成智開記者召待會批評於2007年由愛滋病信託基金會資助的網站「highnsafe」鼓吹濫藥，及另一間獲愛滋病信託基金會資助的年輕男同志服務團體製作的刊物鼓吹同性戀。時事評論員吳志森在報刊斥責黃成智是別有用心，專門攻擊服務同志社群的非政府組織，以圖斷絕基金會對它們的資助。在2012年8月，黃成智在選舉期間，在其宣傳單張上指出其曾經關注當同性戀人士希望脫離同性戀生活方式或改變性傾向時，政府有沒有提供適切的支援，因而被指變相鼓吹「拗直」治療。這個行為令到其被批評為「道德塔利班」。
在《家庭暴力條例》修訂案中，他對於保障同性同居者持支持態度，但認為《家庭暴力條例修訂草案》應要改名，否則影響家庭定義及固有的家庭核心價值，最終政府及立法會支持，條例更名為《家庭及同居關係暴力條例》。對於變性人爭取註冊結婚的司法覆核案，他認為法官是按照保護家庭原則判決，並沒有做錯，而法律條文亦很清楚，相信變性人上訴獲勝機會亦不會高。他又認為，變性人當初選擇變性是其個人選擇，應該早考慮到個人處境等問題，不能叫社會修例來遷就他們，而他亦不覺得社會有修例的需要。
被投訴自稱社會工作者
2009年黃成智被發現沒有在社會工作者註冊局註冊，亦不在註冊社工名單之列，卻被投訴自稱社會工作者。高等法院亦已接納其忘記社會工作者註冊是無心之失。社會工作者註冊局其後就事件舉行紀律聆訊，質疑「在印製競選刊物時，他不可能不核證其內容是否真確」，最後決定判他停牌半年。
對於黨員被襲及黨友施襲的言論
2012年1月，黃成智向記者交代該黨中常委馮煒光報稱於台灣被黃毓民打傷一事，他指出「如黃毓民堅持沒有打馮煒光，希望他們提供證據證明」，言論受部份市民抨擊指有違法治精神。及後，黃成智在回應有關民主黨成員涉嫌襲擊人民力量成員時指「無論團友做任何事情，都是被迫的」，亦引來市民指責其言論有偏頗黨友之嫌。及至人民力量發佈疑似民主黨成員踢人片段，黃成智最終承認該黨成員甄永樂曾經踢人，他指甄永樂的行為不能接受，應該向當事人道歉。
被指侮辱單身女性
在2012年8月，黃成智被電視台訪問，問及對「剩女」看法時，指本港性觀念開放，女性為了增加更多性伴侶令到自己「更舒適、更開心」，因而選擇單身生活。他的言論被指侮辱單身女性。
被指不出席會議
2012年8月，黃成智在香港電台電視選舉論壇稱，他缺席立法會會議是因為他事先表明反對該議案，所以他不參與這項會議。
被質疑是偽民主派
身為基督徒的黃成智被揭發在2008年4月期間上京與中國內地的官方基督教三自教會成員會面，並且拜會國務院宗教事務局。北京基督教三自教會是一個受國務院宗教事務局所監管的愛國教會。因此，黃成智被揭發是次會面，令人質疑其為偽民主派。
2012年落選立法會後的言論
黃成智在2012年香港立法會選舉中，被認為因跟隨民主黨支持政改和有關性別平等的議題（剩女論及公開表達反對同性戀的立場）的爭議而再度落敗。而同區的人民力量新人陳志全在選舉期間多次質疑民主黨的立場和在勝選後承認為同性戀者，因此傳媒在採訪黃成智時，多問及黃對陳的看法。就此，黃成智暗示陳志全是「以鬧人博大霧當選」，亦批評陳是「為自己的性取向而做議員，爭取權益」。 落選後，黃成智更就陳志全擔任行政總裁的香港人網，有會員上載不雅視頻而到警局舉報陳，認為其涉嫌發布色情資訊。
呼籲有條件「袋住先」及遭凍黨籍
2015年4月起，身為民主黨創黨成員的黃成智發起聯署，呼籲民主派議員有條件香港政改「袋住先」（先接受），若提名委員會的公司票轉為個人票，及有「白票守尾門」方案，泛民議員應該要支持政改方案，並指出否決不是出路。5月21日，他被指違反民主黨的立場，被民主黨中委會大比數通過凍結黨籍。6月12日，他批評，民主黨紀律委員會裁定他違紀的過程全無證據及邏輯，有窒礙言論自由及排除異己之嫌。
正式遭民主黨開除黨籍
2015年7月16日晚上20:00時，民主黨中委會以17比7極大比數通過開除黃成智黨籍，黃成智稱會以平常心面對。
希望香港實行政黨政治
在民主黨開除黃成智黨籍後，黃成智聲稱會走非泛民非建制的「中間路線」。其後與退出民主黨的狄志遠成立「新思維」，表明與派人參選區議會之後，黃成智更在民建聯的圓桌會議宣稱希望香港可以實行政黨政治，而他認為目前香港最有機會成為執政黨的是民建聯。
退出新思維
2016年1月3日，黃成智與狄志遠成立「新思維」政黨。2016年7月19日，黃成智因為不滿未獲「新思維」黨內支持出選立法會社會福利界，而退黨參選。 10月2日，黃成智透過「新思維」的傳媒群組發放個人社企消息，隨即被狄志遠踢出群組。

## 個人生活
黃成智與妻子黃靜嫺同為基督徒，兩人曾一起參選區議會。夫婦二人於1989年結婚，患腎炎的黃靜嫺於婚後三年（1992年）因意外懷孕並誕下兒子，結果令她病情急轉直下，導致急性腎衰竭，需要長期洗腎續命。 其妻子每星期需到醫院洗腎三次；2016年初腎病併發症，更導致雙耳失聰，接受人造耳蝸手術。 黃成智夫婦育有一子。兒子黃文軒受到父親的影響下，在十八歲時（2010年）加入香港民主黨，立志服務社會。
文軒在美國留學，修讀電腦工程。2017年在美國畢業後暫在美國工作。
另外，黃成智曾為復和綜合服務中心生命教育總監。其弟黃成榮為現任香港城市大學應用社會科學系教授及人文社會科學院副院長，專門研究犯罪學。

## 外部連結
- 社會工作者註冊局（页面存档备份，存于）
- 真証傳播：黃成智──善用人生點滴（页面存档备份，存于）
- 天使心月刊封面專題 - 黃成智議員:「有進化論，沒有創造論，是否學術霸權？」（页面存档备份，存于）

| 前任： 阮德添 | 北區區議會彩園選區 1991年—1994年   | 繼任： 蘇西智 |
| 前任： 區維坤 | 北區區議會天平東選區 2000年—2003年 | 繼任： 余智成 |
| 前任： 陳興福 | 北區區議會石湖墟選區 2008年—2011年 | 繼任： 王潤強 |